# Demain et tous les jours après
Demain et tous les jours après est un téléfilm français réalisé en 2001 par Bernard Stora dans la collection d'Arte « Masculin-Féminin » initiée par Pierre Chevalier.

## Synopsis
L'action de ce film se passe dans un pays imaginaire d'Afrique de l'Ouest, le Bogwana. Sur le petit aéroport d'une ville lointaine, un avion est bloqué sur la piste. Incident technique, alerte à la bombe, grève de l'équipage ? Nul ne le sait.
Dans la cabine surchauffée, parmi les passagers au bord de la crise de nerfs, une Française, Lisa, la trentaine. Penchée sur son ordinateur, elle compulse des notes, complète des rapports, apparemment insensible aux événements extérieurs.
Le Bogwana a lancé un appel d'offres pour doter le pays d'un réseau de téléphonie mobile. Lisa, qui travaille pour une grande compagnie française de télécommunications, Exportel, met la dernière main au dossier présenté par sa société. Le dépôt des candidatures, accompagné d'un exposé préliminaire, doit avoir lieu le lendemain à 17h à Diambaré, la capitale, distante de six cents kilomètres.
Les minutes passent et l'avion ne décolle toujours pas. Un passager retardataire se présente. Il s'appelle Bruno, français comme Lisa, même âge, même métier. Il travaille pour une société concurrente, Datis, et comme elle, rejoint Diambaré pour la remise des dossiers de candidature. Là s'arrêtent les similitudes. En réalité, tout les oppose. Objectivement concurrents, un même objectif — rejoindre la capitale à tout prix — les force à coopérer. Alliance tactique excluant nullement croche-pieds et coups tordus.
Ramenés en salle d'embarquement, les passagers, livrés à eux-mêmes, attendent sans trop y croire un départ de plus en plus hypothétique. Situation embarrassante pour les deux Français menacés d'arriver hors délai dans la capitale. Lisa parlemente avec le chef d'escale dont le beau-frère est propriétaire d'un taxi-brousse. Une piste mène au fleuve, à une nuit de route. De là, un bateau permet de gagner Diambaré. Au grand étonnement de Bruno, la jeune femme lui propose de partager le véhicule.
Au hasard de ce long voyage, Lisa et Bruno vont tour à tour s’attirer et se repousser, se séduire et se détester, se mentir et se raconter. À la recherche d’eux-mêmes. À la recherche de l’image qu’ils ont d’eux-mêmes. À la recherche de l’image qu’ils essaient de donner d’eux-mêmes.
Il la trouve froide, calculatrice, inhumaine. Elle le trouve ramollo, pépère, rien dans le buffet. Il l’exaspère. Elle lui hérisse le poil.
En pleine nuit, alors qu'ils ont accompli la moitié du parcours, ils tombent en panne. Trouvant refuge dans un village proche, le chef du village, qui les croit mari et femme, leur offre l'hospitalité. Ils passent la nuit ensemble. Au matin, Lisa abandonne discrètement Bruno et rejoint Koniba, le chauffeur du taxi-brousse. On comprend alors que la panne a été simulée. Elle n'a emmené Bruno avec elle que pour l'entraîner dans un piège et lui faire perdre toute chance d'arriver à temps à Diambaré. Un hasard heureux permettra à Bruno de se tirer de ce mauvais pas.
De retour ensemble à Paris, quelques jours plus tard, ils se quitteront pour ne plus se revoir, sans jamais savoir qui ils sont réellement l'un et l'autre et de quoi est faite leur vraie vie, au-delà de l'image sociale à laquelle ils ont tout sacrifié.

## Fiche technique
- Production : GMT / Arte France
- Produit par Jean-Pierre Guerin
- Réalisation : Bernard Stora
- Scénario original et dialogues : Bernard Stora
- Musique originale : Béatrice Thiriet
- Image : Gérard De Battista
- Son : Olivier Mauvezin
- Décors : Kandjoura Coulibaly
- Costumes : Virginia Vogwill et Kandjoura Coulibaly
- 1er assistant-réalisateur : Badreddine Mokrani
- Coordination : Daniel Marchaudon
- Directeur de production : Pascal Metge
- Pays d'origine : France
- Ce film a été tourné au Mali
- Filmé en caméra Sony DV
- Durée : 97 minutes
- 1re diffusion: le Vendredi 21 mars 2002 à 20h45 sur Arte
- Genre : Aventure

## Distribution
- Édouard Baer : Bruno
- Hélène Fillières : Lisa
- Bakary Sangaré : Koniba
- Liliane Rovère : La mère de Lisa
- Fatoumata Diaouara : Hôtesse de l'air
- Ibrahima Sory Kaïta : Passager en colère
- Ismaël Coulibaly : Passager “Bagnols/Cèze”
- Djenaba Kone  : Passagère vindicative
- Zenabou Maïga : Autre passagère
- Fatoumata Coulibaly : Hôtesse aérogare
- Habib Dembélé : Contrôleur aérien
- Sidi Boubacar Babeya : Steward
- Gabriel Magma Coulibaly : Chef d'escale
- Vladimir et Vitali : Pilotes russes
- Cheick Oumar Maiga : Chef du village
- Pascal Metge : Hollandais volant
- Didier Somsay : Chauffeur de taxi

## La sérieMasculin-Féminin
Initiée par Pierre Chevalier, la série d'Arte « Masculin-Féminin » propose dix regards contemporains sur les relations hommes-femmes et la parité. Chaque film, tourné caméra vidéo, est réalisé alternativement par un homme et par une femme.